# Dorfkirche Pitschen

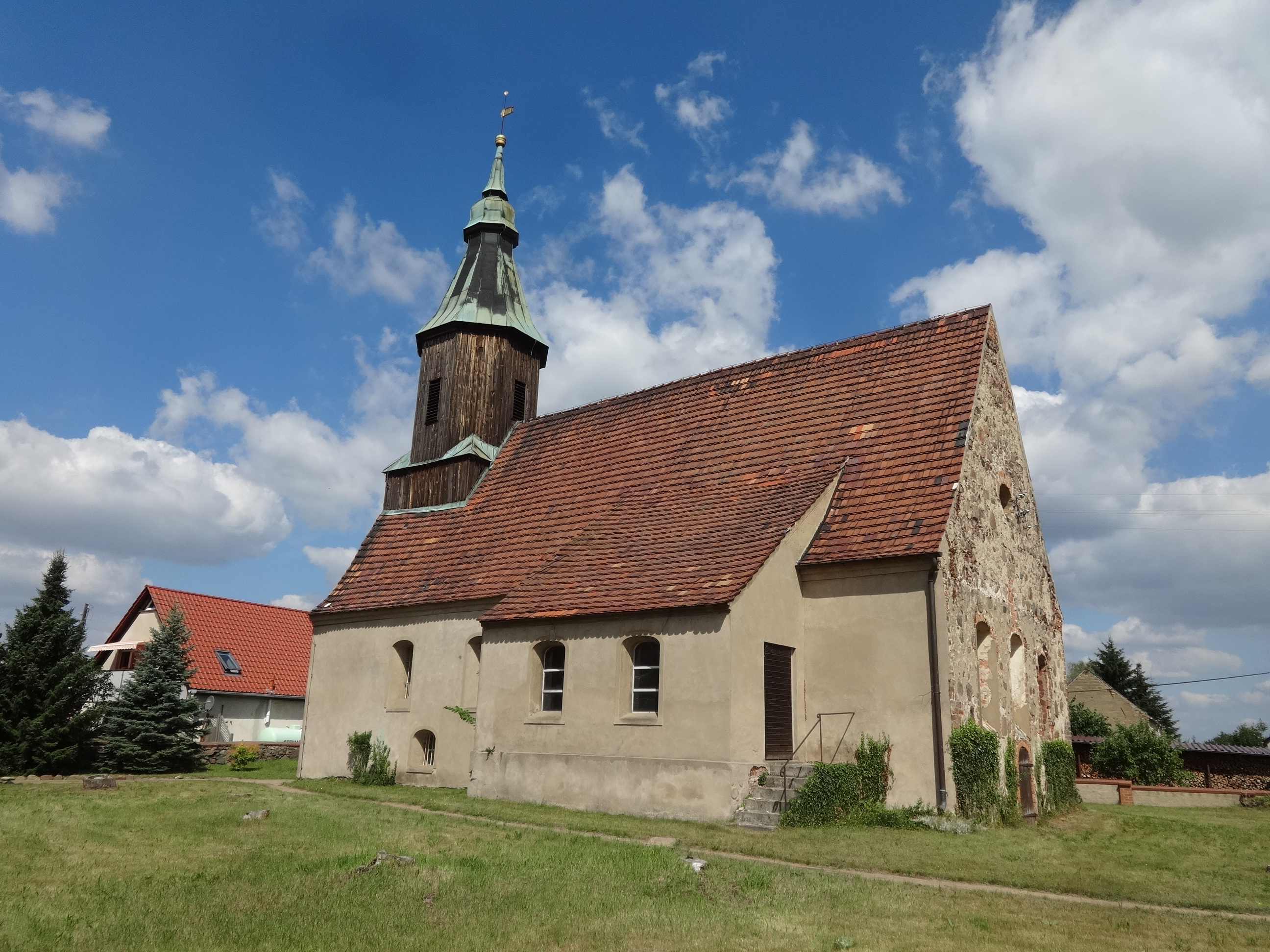
Dorfkirche Pitschen-Pickel

Die evangelische Dorfkirche Pitschen ist eine Saalkirche aus dem 15. Jahrhundert in Pitschen-Pickel, einem Ortsteil der Gemeinde Heideblick im Landkreis Dahme-Spreewald in Brandenburg.

## Geschichte
Im 15. Jahrhundert errichtete die Kirchengemeinde aus Feldsteinen einen
Sakralbau. Vermutlich war da bereits – wie Untersuchungen am Mauerwerk ergaben – auch ein Westturm geplant, der jedoch zunächst nicht realisiert wurde. Bei einem Brand am 22. August 1675 wurde das Bauwerk erheblich beschädigt, und danach neu aufgebaut. Zu dieser Zeit entstand auch eine Patronatsloge, die aus Mauersteinen an der südöstlichen Wand des Kirchenschiffs angefügt wurde. In den Jahren 1735 und 1736 realisierte die Kirchengemeinde den Dachturm. Dieser wurde im Zweiten Weltkrieg beschädigt und in einer einfacheren Ausfertigung 1950 wieder aufgebaut. Kirchenpatrone waren über mehrere Generationen die Gutsherrenfamilie von Stutterheim, und dann die geadelte Familie Schlesinger, hier als von Uckro.
1972 erhielt die südliche Wand des Kirchenschiffs einen Putz, der 1983 erneuert wurde. Im Jahr 1979 stellte der Kreis Luckau das Bauwerk unter Denkmalschutz. In den Jahren 1993 bis 1995 renovierte die Kirchengemeinde den Innenraum.

## Architektur

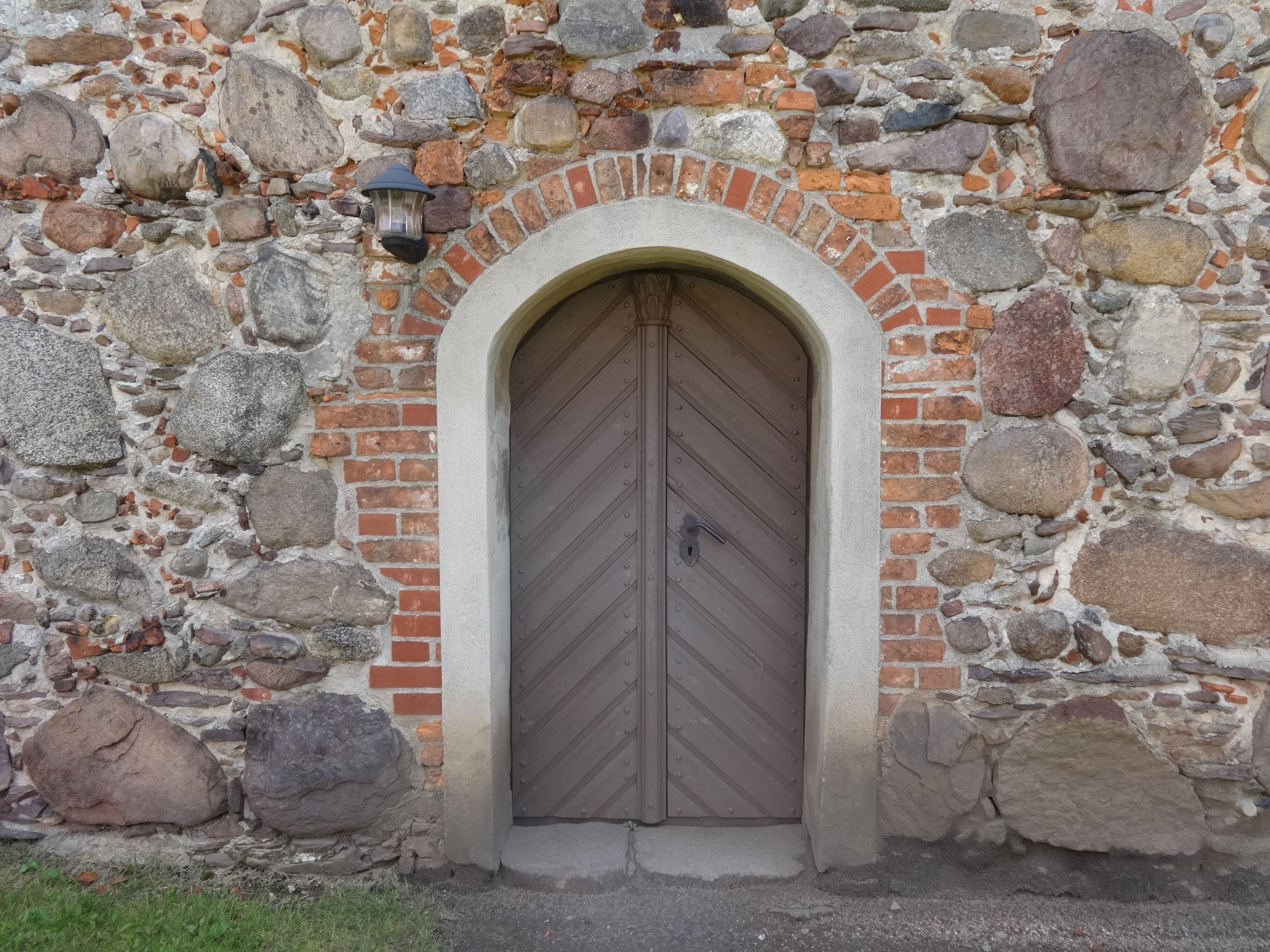
Westportal

An der verputzten Südwand des Kirchenschiffs befinden sich im westlichen Teil zwei große sowie ein darunterliegendes, nicht achssymmetrisch angeordnetes kleineres, segmentbogenförmiges Fenster. Zwei weitere Fenster wurden in die Loge eingebaut, die durch eine hölzerne Pforte an seiner Ostseite von außen über eine kleine Treppe betreten werden kann. Die übrigen Wände, darunter auch der Giebel, sind unverputzt. Die Feldsteine sind über das gesamte Bauwerk nicht behauen und geschichtet. Die Einfassungen der Fenster wurden teilweise aus Mauersteinen vorgenommen und an einigen Stellen mit Faschen verziert. An der Chorwand fällt unterhalb der drei symmetrisch angeordneten Fenster eine Priesterpforte auf, durch die der Pfarrer die Kirche ebenfalls von außen betreten konnte. Im Giebel ist ein mittig angebrachtes, verbrettertes Ochsenauge erkennbar, dessen obere Einfassung aus Mauersteinen nachgearbeitet wurde. Eine weitere Ausbesserungsarbeit wurde am mittleren Fenster vorgenommen. Die nördliche Wand des Kirchenschiffs besteht weitgehend aus Feldsteinen. Dort sind vier große und zwei kleine Fenster eingearbeitet. Die kleineren, tiefer liegenden Fenster entstanden vermutlich nach dem Einbau der Empore, damit mehr Licht in das Bauwerk gelangen konnte. Etwa in der Mitte der Wand könnte sich ein kleines, spitzbogenförmiges Fenster befunden haben, das jedoch mit rotem Mauerziegel verschlossen wurde.
Der Hauptzugang zur Kirche – ein bienenkorbförmiges Portal an der Westseite des Turms – ist mit roten Mauerziegeln eingefasst und mit einer verputzten Fasche verziert. In diesem Bereich, wie auch im Giebel des Turms, wurden auffällig viele große Feldsteine verarbeitet.
Daran schließt der verbretterte Dachturm an, der ursprünglich mit einer Turmhaube und einer Laterne gestaltet wurde. Nach der Beschädigung im Zweiten Weltkrieg erfolgte 1950 eine einfachere, oktogonale Ausführung aus Holz, die 1972 durch eine Verkleidung aus Kupfer ersetzt wurde.
Im Turmobergeschoss hängen hinter den rechteckigen Schallöffnungen drei Glocken. Die älteste wurde im Jahr 1680 von Johann Heintze aus Berlin aus Bronze nach einer Stiftung Christians von Stutterheim gefertigt, die beiden anderen Exemplare in den Jahren 1952 und 1953 aus Stahl gegossen. Der Turm schließt mit einer Turmkugel und einer Wetterfahne ab.

## Ausstattung
Der Kanzelaltar stammt aus dem 17. und 18. Jahrhundert. 1684 entstand unter dem Patronat der Margaretha von Stutterheim zunächst ein Aufsatz in Form einer Ädikula, die 1725 und 1726 durch einen polygonalen Kanzelkorb ergänzt wurde. In der Predella ist das Abendmahl Jesu zu sehen, während der Korb mit den Bildern des Salvator mundi sowie den paarweise angeordneten Evangelisten verziert ist. Die Fünte stammt aus der Zeit um 1800 und hat die Form eines kannelierten Säulenstumpfes.
Die Hufeisenempore wurde im Jahr 1706 errichtet. Auf dem westlichen Teil steht eine Schuke-Orgel aus dem Jahr 1905, die in einem barocken Prospekt von 1734 eingebaut wurde. Der Beichtstuhl wie auch das Altargestühl sind mit Werken des Luckauer Malers Christian Zimmermann geschmückt. In der Laibung der Tür hinter dem Altar ist der Rest eines Grabsteins für Hans von Stauchwitz erhalten geblieben, der 1598 verstarb. In der Nordwand befindet sich ein eingemauerter Kindergrabstein aus dem Jahr 1630. Der Innenraum ist flach gedeckt.